# Live on St. Patrick's Day From Boston, MA
| Críticas profissionais | Críticas profissionais |
| Avaliações da crítica  | Avaliações da crítica  |
| Fonte                  | Avaliação              |
| ---------------------- | ---------------------- |
| Allmusic               | [ 1 ]                  |

Live on St. Patrick's Day from Boston, MA é um álbum ao vivo da banda de punk rock Dropkick Murphys. Foi gravado ao longo de três shows no Ballroom Avalon em, como o nome indica, Boston, Massachusetts, e foi lançado em 10 de setembro de 2002.

## Faixas
1. "Intro" - 0:57
2. "For Boston" (T.J. Hurley) - 1:27
3. "Boys on the Docks" - 2:26
4. "Road of the Righteous" - 2:38
5. "Upstarts & Broken Hearts" - 2:49
6. "The Gauntlet" - 2:57
7. "Rocky Road to Dublin" (Tradicional) - 2:36
8. "Heroes From Our Past" - 3:50
9. "Finnegan's Wake" (Tradicional) - 2:15
10. "Which Side Are You On?" (Florence Reece) - 2:31
11. "A Few Good Men" - 3:12
12. "Curse of a Fallen Soul" - 3:16
13. "The Torch" - 3:48
14. "Gang's All Here" - 4:52
15. "Forever" - 3:35
16. "Spicy McHaggis Jig" - 3:23
17. "John Law" - 1:30
18. "Wild Rover" (Tradicional) - 3:24
19. "Fortunate Son" (John Fogerty) - 3:23
20. "Nutty (Bruin's Theme)" - 1:38
21. "Good Rats" - 4:10
22. "Amazing Grace" (John Newton) - 2:28
23. "Alcohol" (Gang Green) - 1:54
24. "Barroom Hero" - 2:43
25. "Dirty Water" (Ed Cobb) - 3:20
26. "Bloody Pig Pile" - 3:15